# محوطه قلاع بردی
محوطه قلاع بردی مربوط به دوره اشکانیان - دوره ساسانیان است و در شهرستان چگنی، بخش ویسیان، دهستان ویسیان، روستای گل آبان ۲ واقع شده و این اثر در تاریخ ۱۳ آبان ۱۳۸۶ با شمارهٔ ثبت ۱۹۸۳۹ به‌عنوان یکی از آثار ملی ایران به ثبت رسیده است.